# Forcipomyia tibialis
Forcipomyia tibialis är en tvåvingeart som beskrevs av Remm 1961. Forcipomyia tibialis ingår i släktet Forcipomyia och familjen svidknott. Inga underarter finns listade i Catalogue of Life.